# Homin
Homin (ukrajinskou cyrilicí Гомiн, česky Hlas) je státní týdeník Podněsterské moldavské republiky vycházející v ukrajinském jazyce, orgán Nejvyššího sovětu a vlády. Vychází ve městě Rîbnița od roku 1992. 
Šéfredaktorem je od roku 2002 Dmitrij Michajlovič Černěga. Jedná se o jediné ukrajinské periodikum vycházející v Podněstří; stát vydává ještě moldavský týdeník Adevărul Nistrean a ruskojazyčný deník Pridněstrovje.